# Film o pszczołach
Film o pszczołach (ang. Bee Movie, 2007) – amerykański film animowany stworzony przez studio DreamWorks Animation.

## Fabuła
Pszczoła Barry po ukończeniu szkoły nie może się zdecydować na rodzaj pracy, którą będzie wykonywał. Pewnego dnia zaprzyjaźnia się z kwiaciarką Vanessą i poznaje dzięki niej świat ludzi, gdzie miód jest zabierany pszczołom.

## Obsada
- Jerry Seinfeld – Barry B. Benson
- Renée Zellweger – Vanessa
- Matthew Broderick – Adam
- John Goodman – Layton T. Montgomery
- Chris Rock – komar Mooseblood
- Megan Mullally – Trudy
- Barry Levinson – Martin Benson
- Rip Torn – Lou Lo Duca
- Tom Papa – Pollen Jock
- Kathy Bates – Janet Benson
- Patrick Warburton – Ken
- Oprah Winfrey – sędzia Bumbleden
- Ray Liotta – Ray Liotta
- Larry King – Larry King
- Jim Cummings – narrator
- Sting – Sting

### Wersja polska
- Maciej Stuhr – Barry B. Benson
- Joanna Trzepiecińska – Vanessa
- Tomasz Bednarek – Adam
- Piotr Zelt – Ken
- Miłogost Reczek – Layton T. Montgomery
- Nina Terentiew – Sędzia Brzęczyńska
- Agnieszka Matysiak – Janet Benson
- Andrzej Chudy – Martin Benson
- Włodzimierz Bednarski – Lou Lo Duca
- Jarosław Boberek – Komar Mooseblood
- Krystyna Kozanecka – Trudy
- Paweł Szczesny – Buzzwell
- Grzegorz Pawlak – Narrator
- Patryk Andrzejczak –  Dziecko w parku
- Wojciech Paszkowski – Ray Liotta
- Tomasz Steciuk – Hector
- Krzysztof Banaszyk − Jackson
- Przemysław Nikiel − Gzyl
- Piotr Bąk − Bzyl